# Dolni Dameanovți, Veliko Tărnovo
Dolni Dameanovți (în bulgară Долни Дамяновци) este un sat în comuna Veliko Tărnovo, regiunea Veliko Tărnovo,  Bulgaria. 

## Demografie
Componența etnică a satului Dolni Dameanovți
     Nicio identificare (100%)
     Altele (0%)
La recensământul din 2011, populația satului Dolni Dameanovți era de 1 locuitori. . Pentru 100% din locuitori nu este cunoscută apartenența etnică.